# Transporte en Alcalá de Henares

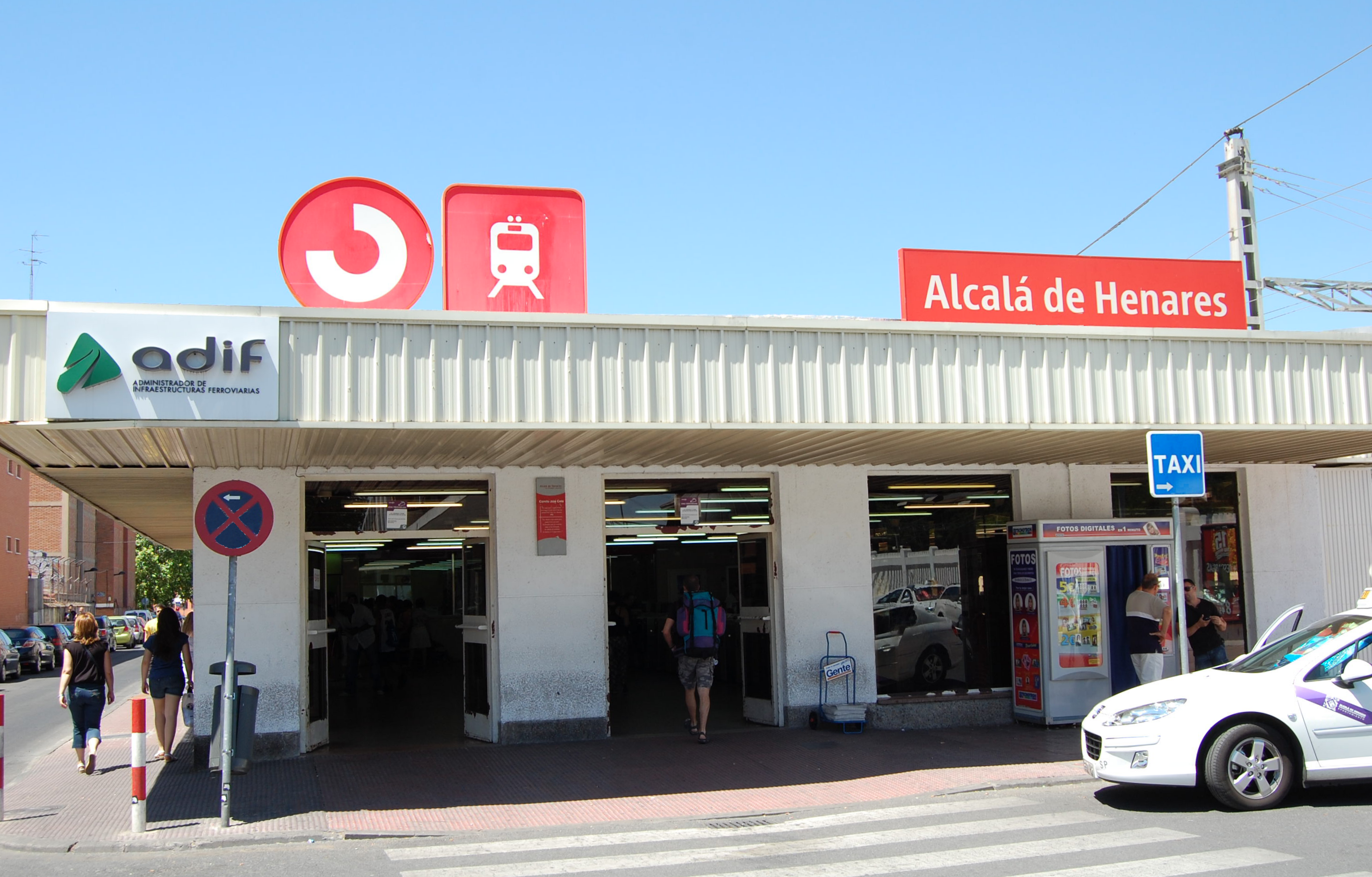
Estación central de trenes de Alcalá de Henares.

En Alcalá de Henares hay diversos medios de transporte urbanos e interurbanos. Los servicios de transporte público, autobuses y trenes, están integrados en el Consorcio Regional de Transportes de Madrid; correspondiendo a Alcalá las tarifas de la zona B3.

## Autobuses urbanos

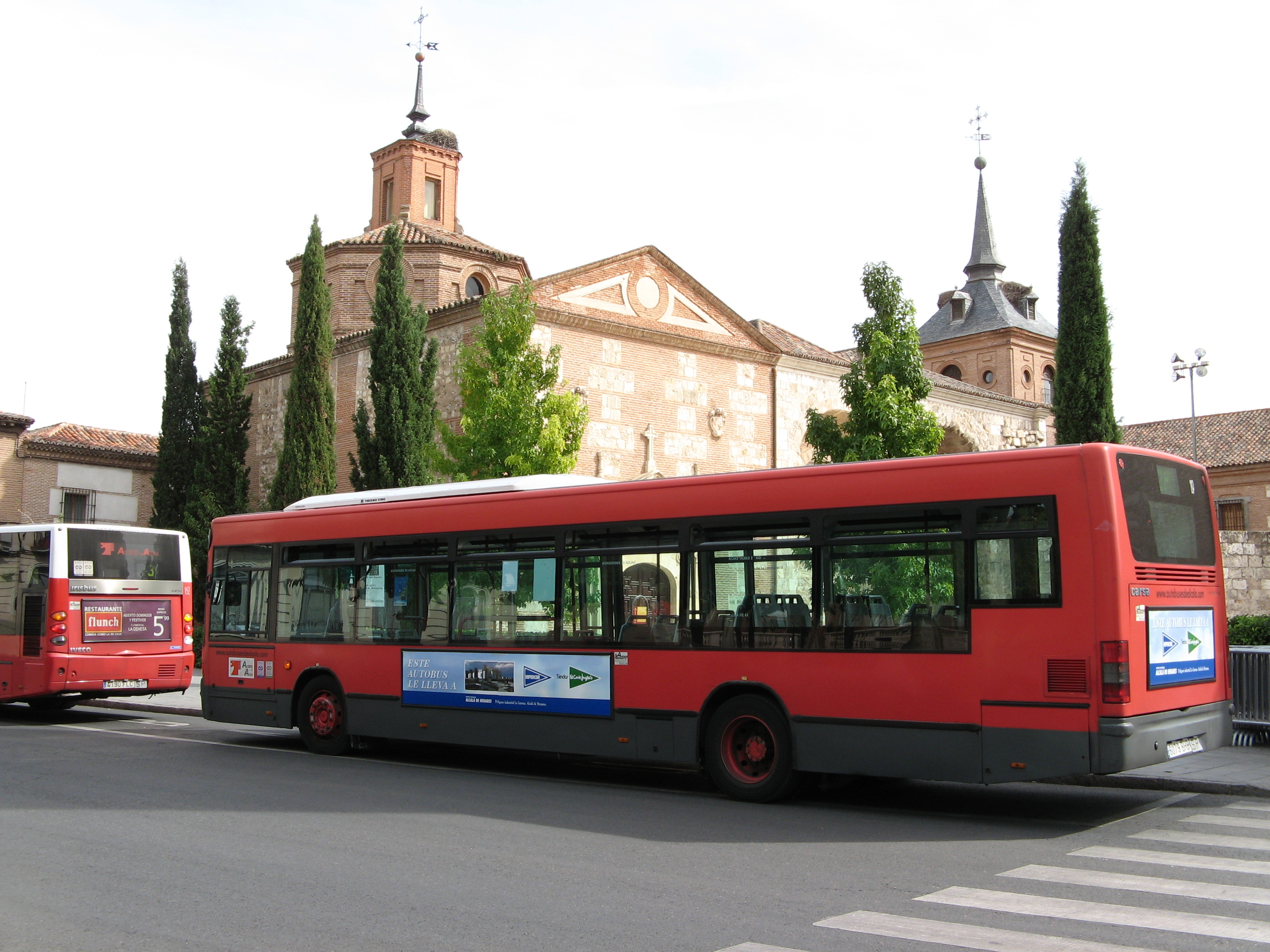
Autobuses urbanos de Alcalá, en la plaza de Cervantes.

En Alcalá hay once líneas de autobuses urbanos. Dos son circulares y el resto principalmente radiocéntricas. La empresa tiene una flota de 44 autobuses, todos ellos adaptados para personas de movilidad reducida, con piso bajo total, plataforma elevadora extensible en puerta central, barras asidero en puertas y 2 cinturones de seguridad especiales para sillas de ruedas con carenado de protección. La antigüedad media de la flota es de 4 años.
Todos los autobuses están equipados con un Sistema de Ayuda a la Explotación (SAE), de última generación instalado durante el año 2005 por la empresa GMV Sistemas S.A., que está totalmente operativo desde el año 2006. Este sistema permite regular y gestionar en tiempo real el funcionamiento y los recursos disponibles, y facilita a la empresa y a la administración la información necesaria para optimizar y mejorar el servicio. A partir del 2016, Alcalábus incorpora sus 4 primeros autobuses urbanos propulsados por gas natural comprimido de marca MAN NL313F, carrozados por la gallega Castrosua.
| Diurnos |                                                      |
| Línea   | Recorrido                                            |
| 1A      | Circular Alcalá de Henares (en sentido horario)      |
| 1B      | Circular Alcalá de Henares (en sentido antihorario)  |
| 2       | Puerta de Santa Ana - Universidad / Hospital         |
| 3       | Cuatro Caños - Universidad / Hospital - Espartales   |
| 5       | Plaza de la Paz - Nueva Rinconada                    |
| 6       | Estación de La Garena - Virgen del Val               |
| 7       | Ensanche Norte - Nueva Alcalá / Cementerio Jardín    |
| 8       | Los Nogales - Virgen del Val                         |
| 9       | Est. Alcalá de Henares - El Olivar / Pol. Camporroso |
| 10      | Vía Complutense Centro - Espartales Norte            |
| 11      | La Garena - Estación de Alcalá Universidad           |

## Autobuses interurbanos y de largo recorrido
La ciudad dispone de conexiones con importantes puntos de Madrid, y se configura como el centro de un sistema radial de comunicaciones por autobús interurbano que la conectan con casi una treintena de municipios de la comarca y de la vecina Provincia de Guadalajara, incluida la capital. En 2025 se aprobó el Plan Especial de la Estación de Autobuses Interurbanos en Alcalá, infraestructura que se ubicará en el número 132 de la Vía Complutense.
| Diurnos   |                                                                            |
| Línea     | Recorrido                                                                  |
| 222       | Madrid (Avenida de América) – Meco                                         |
| 223       | Madrid (Avenida de América) – Alcalá de Henares                            |
| 227       | Madrid (Avenida de América) – Alcalá de Henares (Espartales - Universidad) |
| 229       | Madrid (Avenida de América) – Alcalá de Henares (Virgen del Val)           |
| 231       | Alcalá de Henares - Urbanización Zulema - El Viso                          |
| 232       | Alcalá de Henares – Torres de la Alameda                                   |
| 250       | Alcalá de Henares – Meco                                                   |
| 251       | Torrejón de Ardoz – Valdeavero - Alcalá de Henares                         |
| 252       | Torrejón de Ardoz – Daganzo - Alcalá de Henares                            |
| 254       | Valdeolmos / Fuente el Saz – Alcalá de Henares                             |
| 255       | Valdeavero – Camarma de Esteruelas - Alcalá de Henares                     |
| 260       | Alcalá de Henares - Ambite - Orusco                                        |
| 271       | Alcalá de Henares - Pezuela - Pioz                                         |
| 272       | Alcalá de Henares - Villalbilla                                            |
| 275       | Alcalá de Henares - Los Santos de la Humosa - Alcalá de Henares            |
| 320       | Arganda del Rey - Alcalá de Henares                                        |
| 824       | Madrid (Aeropuerto) - Torrejón de Ardoz - Alcalá de Henares                |
| FS2       | Torrelaguna - Alcalá de Henares                                            |
| VAC-243   | Madrid (Avenida de América) – Guadalajara                                  |
| Nocturnos |                                                                            |
| N200      | Alcalá de Henares - Villalbilla - Alcalá de Henares                        |
| N202      | Madrid (Avenida de América) – Torrejón de Ardoz - Alcalá de Henares        |

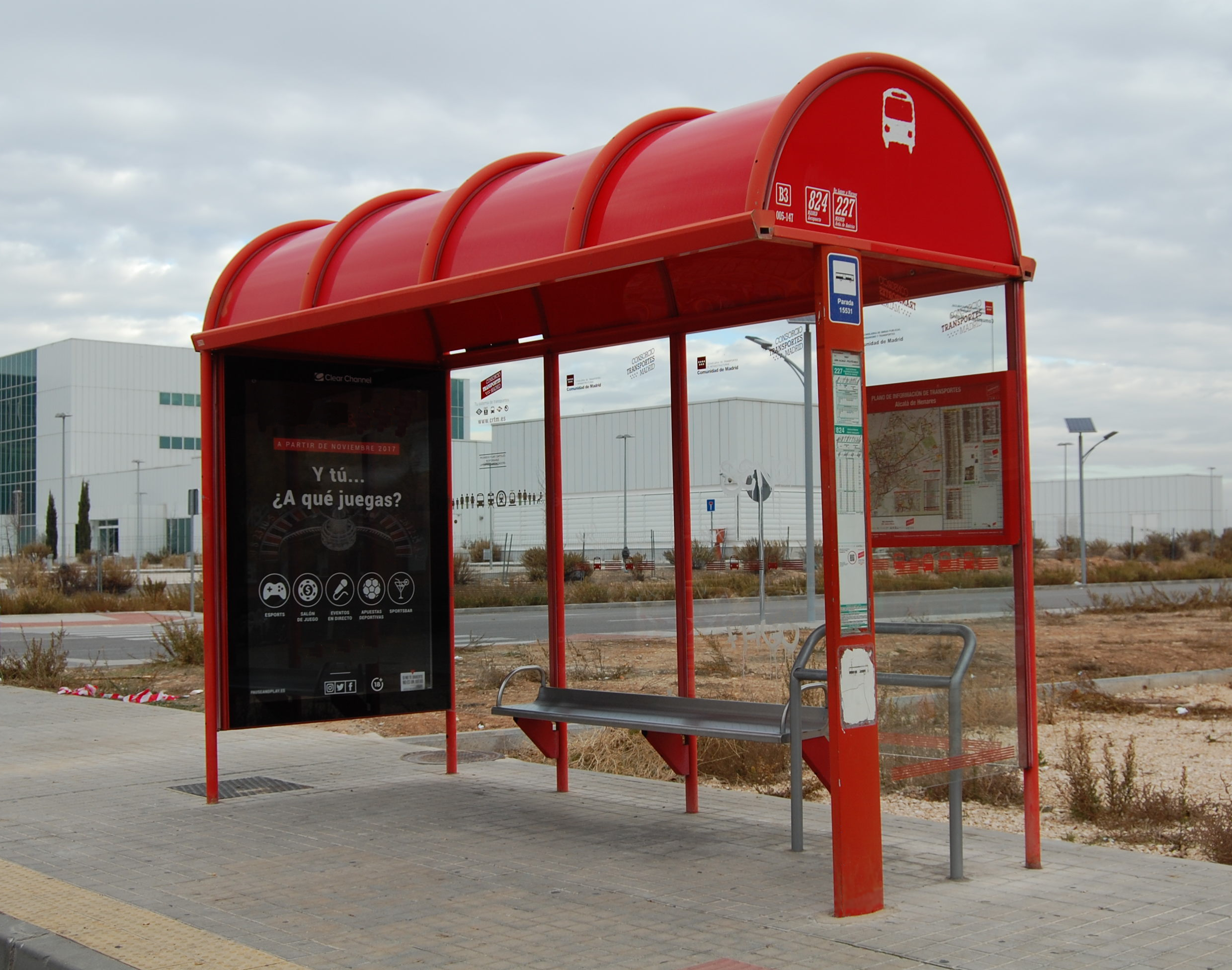
Parada de autobús de las líneas: urbana 2 e interurbanas 227 y 824.

Además, la ciudad tiene enlace regular con Zaragoza, Soria, Barcelona y vía Molina de Aragón con Teruel y Valencia. También efectúan parada en la ciudad autobuses de rutas internacionales que la comunican con Rumanía.

## Carreteras
Carreteras principales: A-2 (antigua N-2, KM 30) y R-2 (Radial A2) de peaje. La M-100 conecta la ciudad por el norte con San Sebastián de los Reyes, la M-203 con Vallecas por el suroeste y la M-300 hasta Loeches y Arganda del Rey por el sur. Las carreteras secundarias M-119 y M-121 comunican la ciudad con Camarma de Esteruelas y Valdeavero, en el primer caso, y con Meco, en el segundo.
| Identificador | Dirección                                                 |
| ------------- | --------------------------------------------------------- |
| A-2           | Madrid-Zaragoza-Lérida-Barcelona-Gerona-Frontera Francesa |
| R-2           | Madrid-Guadalajara                                        |
| M-100         | Alcalá de Henares-San Sebastián de los Reyes              |
| M-119         | Alcalá de Henares-Camarma de Esteruelas-Valdeavero        |
| M-121         | Alcalá de Henares-Meco                                    |
| M-203         | Alcalá de Henares-Vallecas                                |
| M-300         | Alcalá de Henares-Loeches-Arganda del Rey                 |

## Taxi

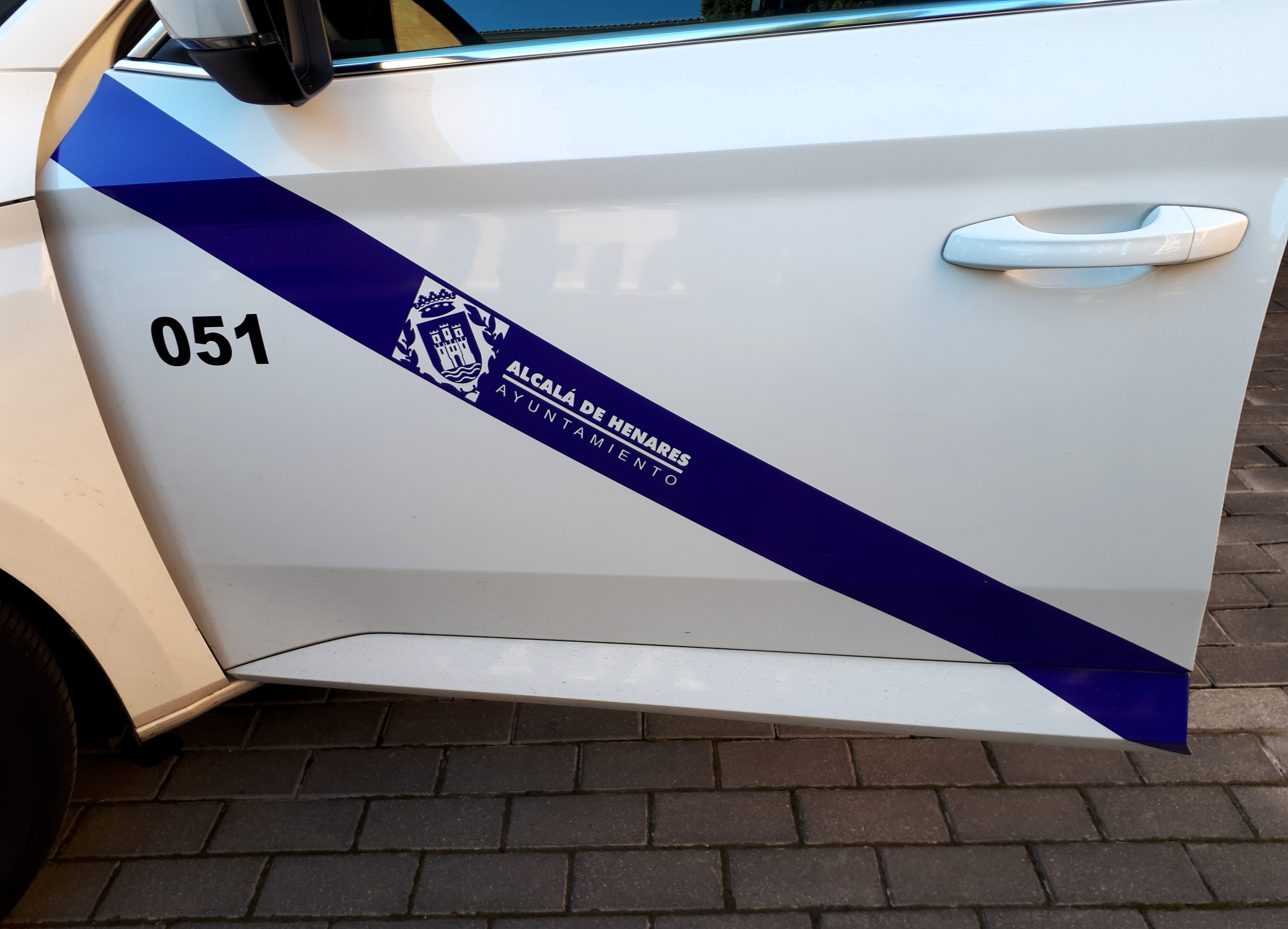
Distintivo de los taxis de Alcalá de Henares.

Los 73 taxis de Alcalá de Henares se distinguen por estar pintados de blanco, y presentar en las puertas delanteras el escudo de la ciudad sobre una franja morada en diagonal. Cuenta con servicio de taxis (Alcalá Radiotaxi) que puede solicitarse por teléfono o internet; además, de acudiendo a una de las ocho paradas repartidas por el municipio:
- En la plaza de Cervantes, n.º 13 (cerca del Ayuntamiento)
- En la Vía Complutense, n.º 42 (cerca de la estación de autobuses interurbanos)
- En la Plaza 11 de Marzo (cerca de la estación central de trenes)
- En la Rotonda de Fernando VII (cerca de la estación de trenes de la Garena)
- En la entrada principal del Hospital Universitario Príncipe de Asturias
- En la calle Octavio Paz, n.º 11 (cerca del Centro Integral de Diagnóstico y Tratamiento Francisco Díaz.)
- En la avenida Miguel de Unamuno (cerca del Centro Comercial Alcalá Magna)
- En la avenida de los Reyes Católicos, n.º 43.

## Tren

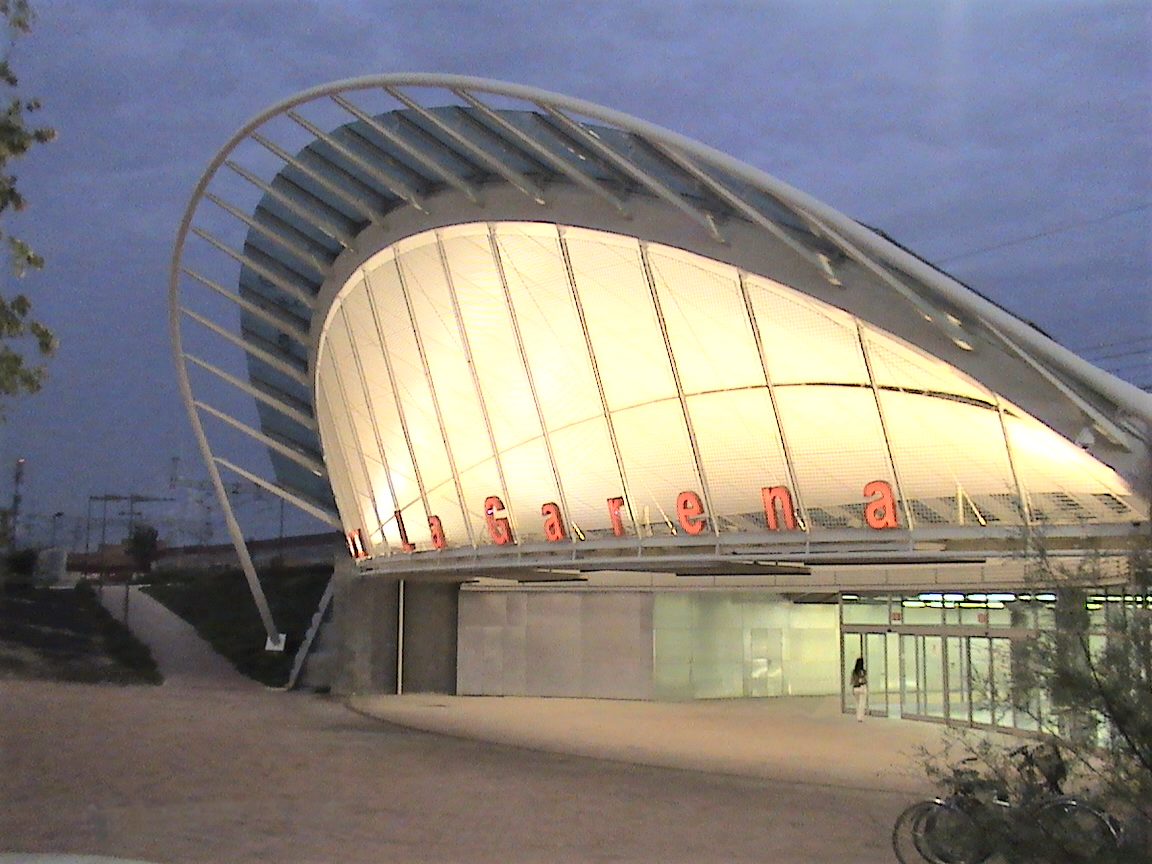
Entrada principal a la Estación de trenes La Garena.

Alcalá de Henares se comunica  mediante ferrocarril con Madrid y Guadalajara, por las líneas C-2, C-7 y C-8 del servicio de Cercanías Madrid, además de con otras ciudades de su entorno. En días laborables da servicio a los pasajeros entre las 06:00 y las 00:30 horas. Cuenta con tres estaciones: la principal inaugurada en 1859, situada en el centro urbano del municipio y cabecera de la línea C-7; al oeste la de La Garena, inaugurada en 2004, en el barrio homónimo; y al este el apeadero Alcalá de Henares Universidad, inaugurado en 1975, en el campus científico-tecnológico universitario.
El desarrollo de las líneas de Alta velocidad ferroviaria en España ha tenido como consecuencia la reducción de forma drástica de los servicios de media y larga distancia, aunque todavía perviven las conexiones a Soria, Sigüenza, Arcos de Jalón y Lérida. En el caso de la Línea de alta velocidad Madrid-Zaragoza-Barcelona-Frontera francesa las estaciones más cercanas son Madrid-Puerta de Atocha, y Guadalajara-Yebes.

### Media Distancia
| Línea MD | Trenes          | Origen/Destino   | Destino/Origen          |
| -------- | --------------- | ---------------- | ----------------------- |
| 54       | Regional Exprés | Madrid-Chamartín | Soria                   |
| 55       | Regional Exprés | Madrid-Chamartín | Arcos de Jalón Zaragoza |

### Cercanías
| Línea | Recorrido | Km  | Estaciones | Frecuencias | Material Rodante | CIVIS                 |
| ----- | --- | --- | ---------- | ----------- | ---------------- | --------------------- |
|       | Guadalajara - Alcalá de Henares - Atocha - Chamartín                                                                   | 65  | 19         | 15-30 min   | 446/450/465      | Guadalajara-Chamartín |
|       | Alcalá de Henares - Atocha - Chamartín - Las Rozas - Príncipe Pío                                                      | 98  | 31         | 30 min      | 446/450/465      |                       |
|       | Guadalajara - Alcalá de Henares - Atocha - Chamartín - Villalba - Cercedilla / El Escorial - Santa María de la Alameda | 135 | 32         | 30-60 min   | 446/450/465      |                       |

| Guadalajara – Alcalá de Henares – Atocha – Chamartín-Clara Campoamor |
| Guadalajara • Azuqueca • Meco • Alcalá de Henares Universidad • Alcalá de Henares • La Garena • Soto del Henares • Torrejón de Ardoz • San Fernando • Coslada • Vicálvaro • Santa Eugenia • Vallecas • El Pozo • Asamblea de Madrid-Entrevías • Atocha • Recoletos • Nuevos Ministerios • Chamartín-Clara Campoamor |

| Alcalá de Henares – Atocha – Chamartín-Clara Campoamor – Las Rozas – Príncipe Pío |
| Alcalá de Henares • La Garena • Soto del Henares • Torrejón de Ardoz • San Fernando • Coslada • Vicálvaro • Santa Eugenia • Vallecas • El Pozo • Asamblea de Madrid-Entrevías • Atocha • Recoletos • Nuevos Ministerios • Chamartín-Clara Campoamor • Ramón y Cajal • Mirasierra-Paco de Lucía • Pitis • Las Rozas • Majadahonda • El Barrial-Centro Comercial Pozuelo • Pozuelo • Aravaca • Príncipe Pío |

| Guadalajara – Alcalá de Henares – Atocha – Chamartín-Clara Campoamor – Villalba – Cercedilla / El Escorial - Santa María de la Alameda-Peguerinos |
| Guadalajara • Azuqueca • Meco • Alcalá de Henares Universidad • Alcalá de Henares • La Garena • Soto del Henares • Torrejón de Ardoz • San Fernando • Coslada • Vicálvaro • Santa Eugenia • Vallecas • El Pozo • Asamblea de Madrid-Entrevías • Atocha • Recoletos • Nuevos Ministerios • Chamartín-Clara Campoamor • Ramón y Cajal • Mirasierra-Paco de Lucía • Pitis • Pinar • Las Matas • Torrelodones • Galapagar-La Navata • Villalba • Ramal de El Escorial (): San Yago • Las Zorreras • El Escorial • Zarzalejo • Robledo de Chavela • Santa María de la Alameda-Peguerinos Ramal de Cercedilla (): Los Negrales • Alpedrete • Collado Mediano • Los Molinos • Cercedilla |

## Tarifas
El Consorcio Regional de Transportes de Madrid es el órgano encargado de regular las tarifas de los distintos medios de transporte de la Comunidad de Madrid, y de establecer diversos abonos y títulos de transporte. El Consorcio establece unas coronas concéntricas tarifarias ("zonas") válidas en todos los transportes, y un abono mensual o anual que permite un número ilimitado de viajes en cualquier transporte. Cada abono de una zona específica permite los tránsitos a zonas interiores (por ejemplo, con el abono B3 se puede viajar en A, B1, B2 y B3). Alcalá de Henares pertenece a la zona B3.

## Proyectos y reivindicaciones
Una de las reivindicaciones más recurrentes sobre el transporte en Alcalá es la reforma de las líneas de bus urbano, que se considera obsoleta y poco práctica, así como la construcción de una estación -o dársena- de autobuses, después de la peatonalización de la calle Brihuega, que se empleaba como tal. Además de la construcción de un carril bus en la N-II, para agilizar el recorrido de las líneas que comunican la ciudad con Madrid.
En el caso del ferrocarril está pendiente la reforma de las estaciones de Alcalá y Alcalá Universidad, con el objetivo de hacerlas más accesibles, así como la mejora del servicio de trenes CIVIS que comunican la ciudad con Chamartín.